# Friedrich Gottlieb Welcker
Friedrich Gottlieb Welcker (nacido el 4 de noviembre de 1784 en Grünberg ; falleció el 17 de diciembre de 1868 en Bonn ) fue un filólogo y arqueólogo clásico alemán que trabajó como profesor en Gießen (1809-1816), Gotinga (1816-1819) y Bonn (1819). - 1868)

## Biografía
Welcker fue uno de los 17 hijos del pastor Heinrich Friedrich Welcker y su esposa Johannette nee Strack. Su hermano menor Carl Theodor Welcker fue un famoso abogado constitucional.
Welcker estudió filología clásica en la Universidad de Giessen desde 1801, donde se unió al Corps Lahnania en 1801. En 1803 se convirtió en profesor en el Paedagogium, una etapa preliminar de la universidad., y en 1804 en profesor particular. En 1806 viajó a Italia y trabajó durante un año como tutor en la familia de Wilhelm von Humboldt , de quien se hizo amigo y con quien mantuvo correspondencia. En 1809 se convirtió en profesor de literatura y arqueología griegas en Giessen por recomendación de Humboldt. Esta es la primera indicación de la arqueología de la asignatura universitaria en Alemania.  En 1812 fundó el Seminario Filológico (Clásico), que se convirtió en el núcleo de la formación de profesores de secundaria.
Welcker hizo una campaña apasionada por la lucha contra el "tirano" Napoleón y fue cada vez más popular entre los estudiantes. Estaba en contraste con muchos otros profesores como el cameralista August Friedrich Wilhelm Crome, quien era un admirador de Napoleón. Desde el cambio de año 1813/14 había una sociedad política secreta en el área de Gießen / Mainz / Heidelberg basada en el modelo de las logias masónicas (generalmente nombradas en honor a los miembros más importantes Hoffmann-Snell-Gruner-Bund), que tenía como objetivo por una Alemania unificada bajo el liderazgo prusiano. En 1814, Welcker y más de 100 estudiantes de Giessen participaron en la campaña de Alemania, en el marco de las guerras contra Napoleón, como voluntarios en un batallón de cazadores.
Después de su baja del servicio civil de Hesse (en septiembre de 1816) fue a la Universidad de Gotinga , donde fue nombrado profesor titular de literatura y arqueología griegas el 3 de octubre de 1816. En 1817 fue elegido miembro de pleno derecho de la Academia de Ciencias de Gotinga. Pero apenas dos años después, el 2 de febrero de 1819, Welcker se trasladó a la Universidad de Bonn, donde trabajó como profesor personal de filología y arqueología, así como director de la biblioteca universitaria y director del museo de arte. En 1837/38 fue rector de la universidad.
Debido a sus convicciones liberales, Welcker fue arrestado durante la persecución de los demagogos a raíz de los Decretos de Karlsbad .
El 27 de octubre de 1835, Karl Marx y Emanuel Geibel se inscribieron en su conferencia “Doctrina de los dioses griega y romana”.
En 1841-1843 viajó por Grecia e Italia, se retiró de la bibliotecología en 1854 y en 1861 de su cátedra, pero continuó residiendo en Bonn hasta su muerte en 1868. 
En Bonn, se nombró una calle en su honor en lo que más tarde se convertiría en el parlamento y distrito gubernamental; La oficina de prensa e información del gobierno federal estuvo ubicada allí durante décadas. La ciudad de Giessen lo honró con la Welckerstrasse que lleva su nombre.

## Obras
- Sappho von einem herrschenden Vorurtheil befreyt, Göttingen 1816.
- (Hrsg.) Zeitschrift für Geschichte und Auslegung der alten Kunst, 1818 (Digitaliado en la Universidad de Heidelberg).
- Die Äschyleische Trilogie, 1824.
- Theognidis Reliquiae, 1826.
- Der epische Zyklus oder die Homerischen Dichter, 2 Bde., 1835.
- Die griechischen Tragödien mit Rücksicht auf den epischen Zyklus geordnet, 3 Bde., 1839–1841.
- Griechische Götterlehre, 3 Bde., Göttingen, 1857–1862.